# Vigerslev Allé Station
 Denne artikel bør gennemlæses af en person med fagkendskab for at sikre den faglige korrekthed.

Vigerslev Allé Station er en S-togs-station beliggende ved sydsiden af Vigerslev Allé og er en del af Ringbanen.
Stationen åbnede den 8. januar 2005.

## Galleri
- Stationen set fra Vigerslev Allé.
- Stationen set fra sydøst.
- Venteskur i glas.
- Perron for tog mod Hellerup.
- Perron for tog mod Ny Ellebjerg.
- To S-tog på linje F mødes.

## Antal rejsende
Ifølge Østtællingen 2008 var udviklingen i antallet af dagligt afrejsende:
| År   | Antal |
| ---- | ----- |
| 2003 |       |
| 2004 |       |
| 2005 | 1.250 |
| 2006 | 1.279 |
| 2007 | 1.692 |
| 2008 | 2.188 |